# Úrsula Corona
Úrsula da Silva Corona (Rio de Janeiro, 23 de maio de 1982) é uma atriz, apresentadora, cantora e compositora brasileira.

## Biografia
Brasileira nascida no Rio de Janeiro, no dia 23 de maio de 1982, filha do jornalista e apresentador Alberto Eduardo Corona com a bailarina Diva Silva. 
Úrsula participou do programa "Você Decide" sendo dirigida pelo Paulo José, da novela "História de amor "de Manoel Carlos com Ricardo Waddington,e de "Terça Nobre-Especial Feliz Aniversário" com direção de Roberto Talma .
Úrsula fez a personagem Tati na novela  "Floribella" na BAND. 
Em Portugal, Úrsula foi convidada para viver o desafio da sua primeira vilã na novela "Sol de Inverno", da emissora SIC, como Thais.
Úrsula deu vida a Cláudia em "Totalmente Demais" da Rede Globo, personagem que reflete em sua personalidade por tamanhas ações sociais que acumula com solidez e descrição. 
Em 2017, Úrsula viveu a ambiciosa Valéria, fisioterapeuta brasileira, gananciosa que através do humor e da manipulação deu o que falar na grande produção portuguesa internacional "Ouro Verde" da emissora TVI.
Em 2020, interpretou a Letícia na telenovela "Na Corda Bamba" na mesma emissora de "Ouro Verde".

## Filmografia

### Televisão
| Ano  | Título                    | Papel          | Notas                                               |
| ---- | ------------------------- | -------------- | --------------------------------------------------- |
| 1992 | A Nave Mágica             | Criança        | Especial da Globo                                   |
| 1995 | História de Amor          | Aninha         |                                                     |
| 2001 | Sítio do Pica-Pau Amarelo | Serena         |                                                     |
| 2002 | O Quinto dos Infernos     | Esmeralda      |                                                     |
| 2002 | O Beijo do Vampiro        | Juliana        |                                                     |
| 2005 | Floribella                | Tatiana (Tati) |                                                     |
| 2006 | O Diário de Floribella    | Tatiana (Tati) | Apresentadora                                       |
| 2006 | Floribella                | Tatiana (Tati) | Participação especial                               |
| 2008 | Caminhos do Coração       | Alícia         | Participação especial                               |
| 2010 | Viver a Vida              | Ivette         |                                                     |
| 2011 | Amor em 4 Atos            | Débora         | Episódio: "Meu Único Defeito Foi Não Saber Te Amar" |
| 2011 | O Astro                   | Elizabeth      |                                                     |
| 2013 | Malhação                  | Betty          | Contorcionista                                      |
| 2013 | Sol de Inverno            | Taís           | Em Portugal no canal SIC                            |
| 2016 | Totalmente Demais         | Cláudia        |                                                     |
| 2017 | Ouro Verde                | Valéria        | Em Portugal no canal TVI                            |
| 2020 | Na Corda Bamba            | Letícia        | Em Portugal no canal TVI                            |
| 2024 | Garota do Momento         | Heloísa        | Episódios: "5–10 de dezembro"                       |
| 2025 | Vitória                   | Fernanda       | Em Portugal no canal RTP1                           |

### Cinema
| Ano  | Título                | Papel                  | Notas          |
| ---- | --------------------- | ---------------------- | -------------- |
| 2006 | O Maior Amor do Mundo | Regina Helena          | [ 4 ]          |
| 2007 | Teste, O              |                        | Curta metragem |
| 2016 | Apaixonados: O Filme  | Recepcionista do hotel | [ 6 ]          |
| 2019 | Minha Fama de Mau     | Martinha               | [ 7 ]          |
| 2020 | Fado Tropical         | Camila                 | [ 8 ]          |

A aliar do Desejo - Segundo Take 
Direção Lírio Ferreira 
Série Vitória 2025
Personagem : Fernanda 
Direção Leonel Vieira